# Standart Skill (Webvideoproduzent)
Standart Skill (* 12. März 1994 in Neuruppin; bürgerlich Philip Geißler) ist ein deutscher Webvideoproduzent.

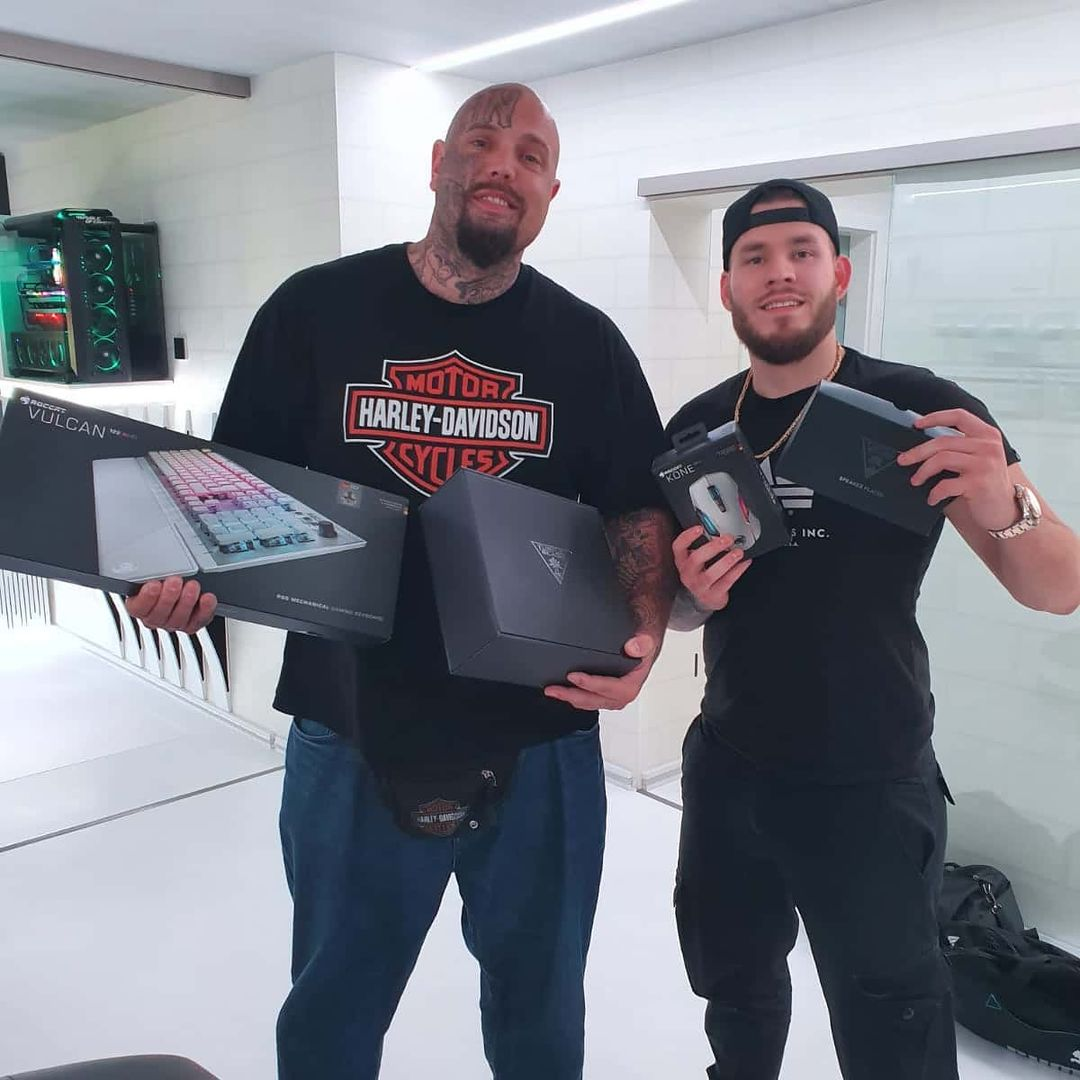
Standart Skill auf der rechten Seite neben Lofty (2020)

## Leben
Standart Skill wurde am 12. März 1994 in Neuruppin geboren. Über seine Kindheit ist nicht viel bekannt.
Er absolvierte sein Abitur an einem Gymnasium in seinem Geburtsort Neuruppin. Anschließend machte Geißler eine Ausbildung zum Bürokaufmann. Durch seine Viralität im Internet gab er schließlich seine normale Arbeit auf.
Seinen Hauptkanal auf YouTube erstellte Geißler am 26. Oktober 2013. Wenige Tage später begann er Videos hochzuladen, in denen er das Computerspiel GTA 5 spielt. Für längere Zeit waren solche Videos auch der Hauptbestandteil seines Kanals. Später spielte er mehr Fortnite, was ihn auch noch erfolgreicher und reicher gemacht hat.
Im Jahr 2020 gab es einen Polizeieinsatz in seinem Haus. 2022 kämpfte er gegen den YouTube-Kollegen Leon Machère in einem Boxkampf. Auf der Gamescom 2023 gab er Autogramme.

## Liste seiner YouTube-Kanäle
| Name           | Kanallink | Abonnenten | Aufrufe   |
| -------------- | --------- | ---------- | --------- |
| Standart Skill |           | 3,45 Mio.  | 2,13 Mrd. |
| Stanni         |           | 341.000    | 22,8 Mio. |
| Standart Bob   |           | 293.000    | 50 Mio.   |
| SkillBill      |           | 16.200     | 1,2 Mio.  |
| StanniBunni    |           | 145.000    | 58,3 Mio. |